# 高村智
高村 智（たかむら さとる、1925年 - 1998年）は、日本のフランス文学者。東京都立大学教授。

## 来歴
1925年（大正14年）、東京生まれ。東京外国語学校（現 東京外国語大学）仏語科、早稲田大学仏文科卒業。のち東京都立大学教授に就任。
1953年（昭和28年）、宮城県気仙沼市出身の詩人、梶原しげよと結婚。
フランスの詩人、ポール・エリュアールやピエール・ルヴェルディ著書の翻訳を主に行い、またジュール・シュペルヴィエルの研究をした。
1998年（平成10年）に逝去。

## 訳書
- 『戦後フランス詩集』思想社 / 現代の芸術双書、1968。全国書誌番号:68001483、NCID BN11800580。
- 『愛 -後期恋愛詩集』ポール・エリュアール著、編訳 勁草書房、1969。全国書誌番号:75025771、NCID BN01885521。
- 『自由 -第二次大戦期詩集.1』エリュアール著、訳編 北洋社、1972.3。全国書誌番号:75025774、OCLC 33603413。
- 『自由 -第二次大戦期詩集.2』エリュアール著、訳編 北洋社、1972.4。OCLC 33603444
- 『神々の不幸 ポール・エリュアールとマックス・エルンストによってあばかれた ポール・エリュアール・詩 マックス・エルンスト・コラージュ 高村智訳』ペヨトル工房、1982。NCID BN13566859
- 『ポール・エリュアール詩集』土曜美術社 / 世界現代詩文庫、1983.6。全国書誌番号:84023169、NCID BN00283771。
- 『ゆたかな瞳 -後期シュルレアリスム詩集』ポール・エリュアール著、編訳 勁草書房、1986.1。ISBN 4326800216
- 『とだえざる詩 -長編詩集』Posie ininterrompue 鳳書房 / ロイカ選書、1987.11。
- 『世界名詩集大成・第5巻フランスⅣ ピエール・ルヴェルディ「はずむ球（抄）」、「風の泉（抄）」』平凡社。全国書誌番号:58004867

## 著書
- 『ジュール・シュペルヴィエル研究-1-』1949.6[2]
- 『ジュール・シュペルヴィエル研究-3-現代詩 4(8・9), 79-89』詩と詩人社 1949.8[3]
- 『ポール・エリュアール論 ポール・エリュアールの詩法』[要文献特定詳細情報]